# Heuchin

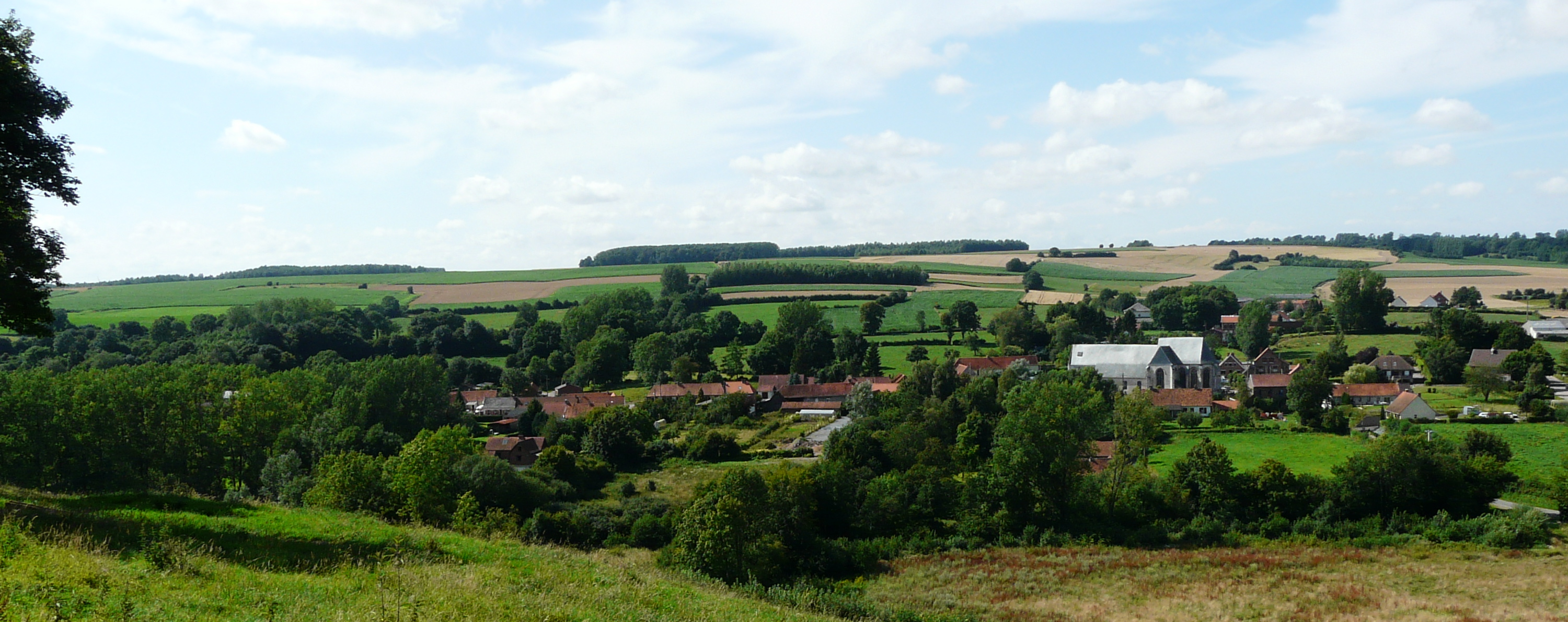
Widok na Heuchin

Heuchin – miejscowość i gmina we Francji, w regionie Hauts-de-France, w departamencie Pas-de-Calais.
Według danych na rok 1990 gminę zamieszkiwały 514 osoby, a gęstość zaludnienia wynosiła 63 osób/km² (wśród 1549 gmin regionu Nord-Pas-de-Calais Heuchin plasuje się na 773. miejscu pod względem liczby ludności, natomiast pod względem powierzchni na miejscu 440).